# Павлин (яйцо Фаберже)
«Павлин» — ювелирное яйцо, одно из пятидесяти двух императорских пасхальных яиц, изготовленных фирмой Карла Фаберже для русской императорской семьи. Яйцо было создано в 1908 году по заказу Николая II, который подарил его своей матери Марии Фёдоровне в качестве традиционного подарка на Пасху 1908 года.

## Описание
На роскошной подставке в стиле рококо из позолоченного серебра покоится прозрачное яйцо, обе половинки которого вырезаны из горного хрусталя и вмонтированы в оправу с застёжкой. На обеих половинках есть гравировка: на одной изображена императорская монограмма Марии Фёдоровны, на второй — дата «1908». Внутри яйца на инкрустированном золотом дереве, среди ветвей, покрытых цветами из драгоценных камней и эмали, сидит золотой павлин, раскрашенный цветными эмалями.

## Сюрприз
Сюрприз яйца — механический павлин из золота, который сидит на ветвях гравированного золотого дерева с цветами в эмали и драгоценных камнях. Павлин может сниматься с ветвей. После завода и размещения на плоской поверхности, он начинает гордо поворачивать голову и время от времени распускать хвост.
Над созданием механического павлина и его прототипов работал мастер фирмы Фаберже Дорофеев, вероятно на протяжении трёх лет.

## Источник вдохновения
Пасхальное яйцо «Павлин» было создано мастерами фирмы Фаберже по мотивам знаменитых часов XVIII века «Павлин», изготовленных мастером Джеймсом Коксом по заказу Григория Потёмкина для императрицы Екатерины II. В композицию этих часов, имеющих размеры с небольшую комнату, входят фигуры павлина, петуха и совы с механизмами, которые приводят их в движение. Сначала часы «Павлин» размещались в Зимнем дворце, а затем были перенесены в Эрмитаж, где экспонируется до сих пор.

## Владельцы (Обладатели)
Император Николай II подарил яйцо «Павлин» своей матери Марии Федоровне на Пасху 26 апреля 1908 года.
После революции, вместе с другими сокровищами императорской семьи, оно было национализировано большевиками. В 1927 году яйцо «Павлин» в числе девяти императорских яиц, было продано через фирму «Антиквариат» Эммануилу Сноумену из лондонской галереи «Вартски» (англ. Wartsky). В 1935 году его приобрёл господин Хирст.
В 1949 году яйцо приобрел швейцарский магнат Морис Сандоз. В 1995 году коллекция покойного Мориса Сандоза перешла к Фонду Эдуарда и Мориса Сандоза (Лозанна).
В коллекцию фонда Эдуарда и Мориса Сандоза, кроме ювелирного яйца «Павлин», также вошли:
«Лебедь» (1906) — императорское пасхальное яйцо с сюрпризом в виде механического лебедя и «Яйцо-часы Юсупова» (1907), изготовленное на заказ князя Юсупова.

## Реставрация
В 2008 году механический павлин был реставрирован мастером Мишелем Пармиджани из компании Parmigiani Fleurier. Благодаря реставрации внутренний механизм снова работает гармонично, а ретуширование эмали вернуло ему прежний блеск.